# Chemin du Séminaire
Pour les articles homonymes, voir Rue du Séminaire.
Le chemin du Séminaire (en occitan : camin del Seminari) est une voie de Toulouse, chef-lieu de la région Occitanie, dans le Midi de la France.

## Situation et accès

### Description
Le chemin du Séminaire est une voie publique. Il se trouve au cœur du quartier de Lalande. Il correspond à une partie de l'ancien chemin vicinal no 5, qui traversait le nord du terroir de Lalande et de Croix-Daurade, depuis la route de Fronton jusqu'à la route d'Agde en passant par le chemin du Séminaire, le chemin d'Audibert, le chemin de Lanusse et le chemin de Nicol.
Il naît perpendiculairement à la route de Launaguet, face à l'entrée principale du lycée Urbain-Vitry. La première partie de la rue, longue de 460 mètres, est rectiligne et orientée à l'ouest. Elle reçoit du côté droit, après avoir longé les édifices du collège Rosa-Parks, l'allée Sœur-Saint-François, une voie réservée aux piétons. Au niveau des voies de la ligne de chemin de fer Bordeaux-Sète, le chemin du Séminaire oblique au nord et rejoint après 195 mètres, après avoir donné naissance à l'impasse du Séminaire au niveau du jardin des Tourelles, l'avenue de Fronton.
La chaussée compte une voie de circulation dans chaque sens. Il appartient à une zone 30 et la vitesse y est limitée à 30 km/h. Il existe, du côté des numéros pairs, une piste cyclable.

### Voies rencontrées
Le chemin du Séminaire rencontre les voies suivantes, dans l'ordre des numéros croissants (« g » indique que la rue se situe à gauche, « d » à droite) :
1. Route de Launaguet
2. Allée Sœur-Saint-François - accès piéton (d)
3. Impasse du Séminaire (d)
4. Avenue de Fronton

### Transports
Le chemin du Séminaire n'est pas directement desservi par les transports en commun Tisséo. Il est cependant proche de la route de Launaguet, parcourue par la ligne de bus 60, et de l'avenue de Fronton, parcourue par les lignes de Linéo L10 et de bus 2969. Les stations de métro les plus proches sont les stations Trois-Cocus et La Vache, sur la ligne de métro .
La station de vélos en libre-service VélôToulouse la plus proche est la station no 261 (6 rue Antoine-Van-Dyck).

## Odonymie
Le chemin du Séminaire, s'il est antérieur au XVIIIe siècle, ne porte ce nom que depuis le milieu du XIXe siècle. C'est à cette époque qu'Étienne-Bruno-Marie d'Arbou (eu), ancien évêque de Bayonne retiré à Toulouse, donna au grand séminaire de Toulouse une propriété qu'il possédait dans la campagne de Lalande, au nord de la ville. Ce domaine avait appartenu à Jean Fabié, procureur au parlement en 1690, et s'étendait entre le chemin de Fronton (actuelle avenue de Fronton) et le chemin des Izards. Le grand séminaire aménagea le domaine pour en faire une maison de campagne ouverte aux séminaristes. En 1857, le chanoine Vieusse, trésorier du séminaire, y fit bâtir à ses frais une chapelle (actuelle église Saint-Jean-Marie-Vianney, no 15 rue des Chamois).

## Histoire

### Moyen Âge et période moderne
Au XVIIIe siècle, le chemin du Séminaire est un chemin rural qui permet de relier deux importants chemins de circulation, le chemin de Launaguet (actuelle route de Launaguet) et le chemin de Fronton (actuelle avenue de Fronton). Il se trouve au cœur de la Grande Lande, terroir rural qui s'étend au nord de la ville, difficilement mis en valeur à cause de la nature du sol. La présence de fermes est cependant attestée (actuel no 80).

### XIXesiècleet première moitié duXXesiècle
En 1856, le mur de l'octroi avait été établi à la limite nord des faubourgs (emplacements des actuels boulevards de Suisse, Silvio-Trentin et Pierre-et-Marie-Curie). Au nord, le faubourg de Lalande reste un terroir profondément rural, comme en témoignent plusieurs fermes qui se consacrent au maraîchage afin d'alimenter les marchés de la ville, et particulièrement le marché de la place Arnaud-Bernard.
C'est à cette époque qu'Étienne-Bruno-Marie d'Arbou (eu), ancien évêque de Bayonne retiré à Toulouse, donna au grand séminaire de Toulouse une propriété qu'il possédait, aménagée pour en faire une maison de campagne. Les séminaristes y passent généralement une journée par semaine, particulièrement à partir du printemps. Ils s'y rendent en procession, depuis le grand séminaire de la rue du Taur (actuel collège de Périgord, no 58 rue du Taur).
En 1907, à la suite de la loi de séparation des Églises et de l'État, les biens de l'Église sont récupérés par l'État. La propriété de campagne du grand séminaire devient un établissement de mise en quarantaine des contagieux, le lazaret de Lalande. Il est installé dans le bâtiment du grand séminaire, divisé en trois grandes salles de 400 m², qui comptent chacune 80 lits. Mais le terrain est également dévolu à une décharge, qui reçoit les ordures du centre et du nord de la ville. En 1920, ce sont pas moins de dix tonnes qui y sont déchargées chaque jour. En 1939, la décharge est fermée et les ordures sont progressivement évacuées vers l'ancienne carrière de Ginestous.
Dans les années 1930, un pont routier est construit afin de permettre à la route de Launaguet de franchir les voies de chemin de fer de la ligne de Bordeaux à Sète, au prix d'une déviation plus au nord. En conséquence, le chemin du Séminaire absorbe une partie de la route de Launaguet. En 1937, la barrière d'octroi est déplacée plus au nord, sur une nouvelle ligne qui, à partir du canal latéral à la Garonne, passe par le chemin de Fondeyre, la gare de Lalande, le chemin du Séminaire jusqu'à Niboul, le chemin de Saint-Jean-de-l'Union jusqu'au pont de Loubers, sur l'Hers.

### Deuxième moitié duXXesiècleet début duXXIesiècle
Au milieu du XXe siècle, le chemin du Séminaire conserve un visage profondément rural. Il est bordé de champs et de cultures, dont les parcelles, en lanières, sont parallèles au chemin, et de quelques fermes de maraîchers (actuels no 1, 80 et 86, emplacement des actuels no 45 et 61). Leurs productions alimentent les marchés de la ville, particulièrement le marché de la place Arnaud-Bernard et le marché de la place du Capitole.
La présence de ces vastes parcelles agricoles permet de mobiliser rapidement des espaces fonciers suffisants pour permettre la construction du collège d'enseignement secondaire de Lalande entre 1969 et 1970. Il permet à la population croissante du nord toulousain d'accéder à un nouveau collège, plus proche que les établissements du centre-ville. Il vient compléter l'offre d'enseignement qui est déjà donné au collège d'enseignement technique Bayard, ouvert en 1959 à l'emplacement de l'ancien lazaret de Lalande (actuel lycée professionnel Urbain-Vitry, no 150 route de Launaguet).
Les terrains le long du chemin du Séminaire sont progressivement lotis par la construction de maisons individuelles, mais aussi d'opérations immobilières de plus grande ampleur, tel le lotissement Les Sunnies, construite entre 1981 et 1983 (actuel no 29-45). L'impasse du Séminaire, tracée en 1995, permet de desservir le lotissement du Séminaire. En 1998, la construction de la résidence Sporting Diamant (actuel no 78) et d'une résidence de l'office public de l'habitat de la Haute-Garonne (OPH31) (actuel no 88) se fait au détriment des derniers espaces agricoles. À la fin du XXe siècle a transformé radicalement le chemin de Séminaire.

## Patrimoine et lieux d'intérêt

### Collège Rosa-Parks

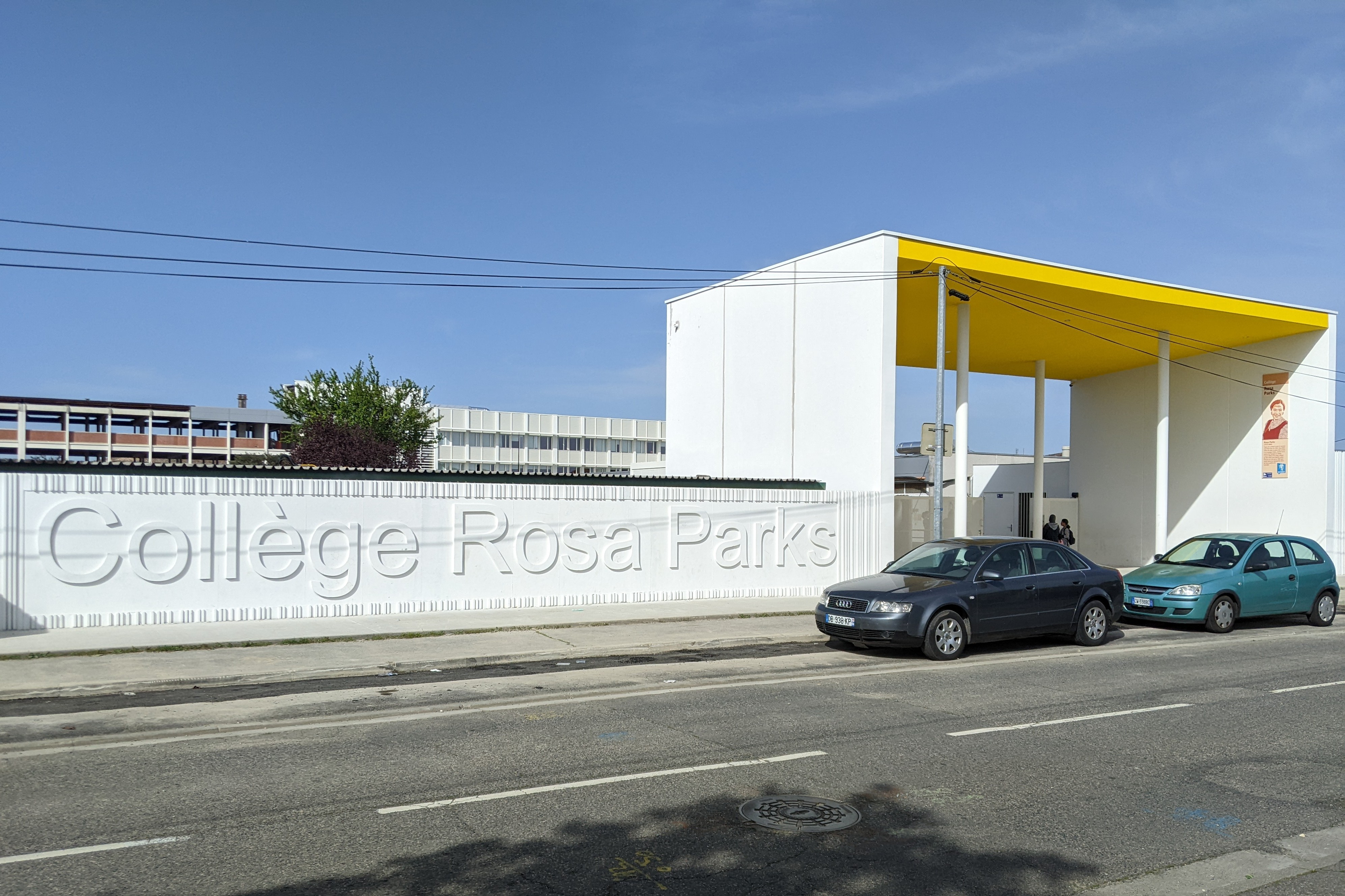
no 44 : l'entrée du collège Rosa-Parks.

Le collège d'enseignement secondaire de Lalande est construit entre 1969 et 1970 afin d'accompagner la croissance de la population des quartiers nord de la ville. Il est construit sur des terrains agricoles et se compose de plusieurs bâtiments, disposés sur une vaste parcelle de 18 000 m2.
Le collège connaît cependant des difficultés : il est classé en ZEP en 1982, puis RAR en 2006, ÉCLAIR en 2011 et enfin REP+ en 2014. En 2014, le conseil général de la Haute-Garonne donne au collège, sur proposition des élèves, le nom de Rosa Parks, Noire américaine, figure du mouvement pour les droits civiques.
Entre novembre 2020 et mars 2023, le collège Rosa-Parks bénéficie d'importants travaux de rénovation et d'extension, financés par le conseil départemental. Ils sont confiés au cabinet d'architecture toulousain Vigneu et Zilio,.

### Fermes

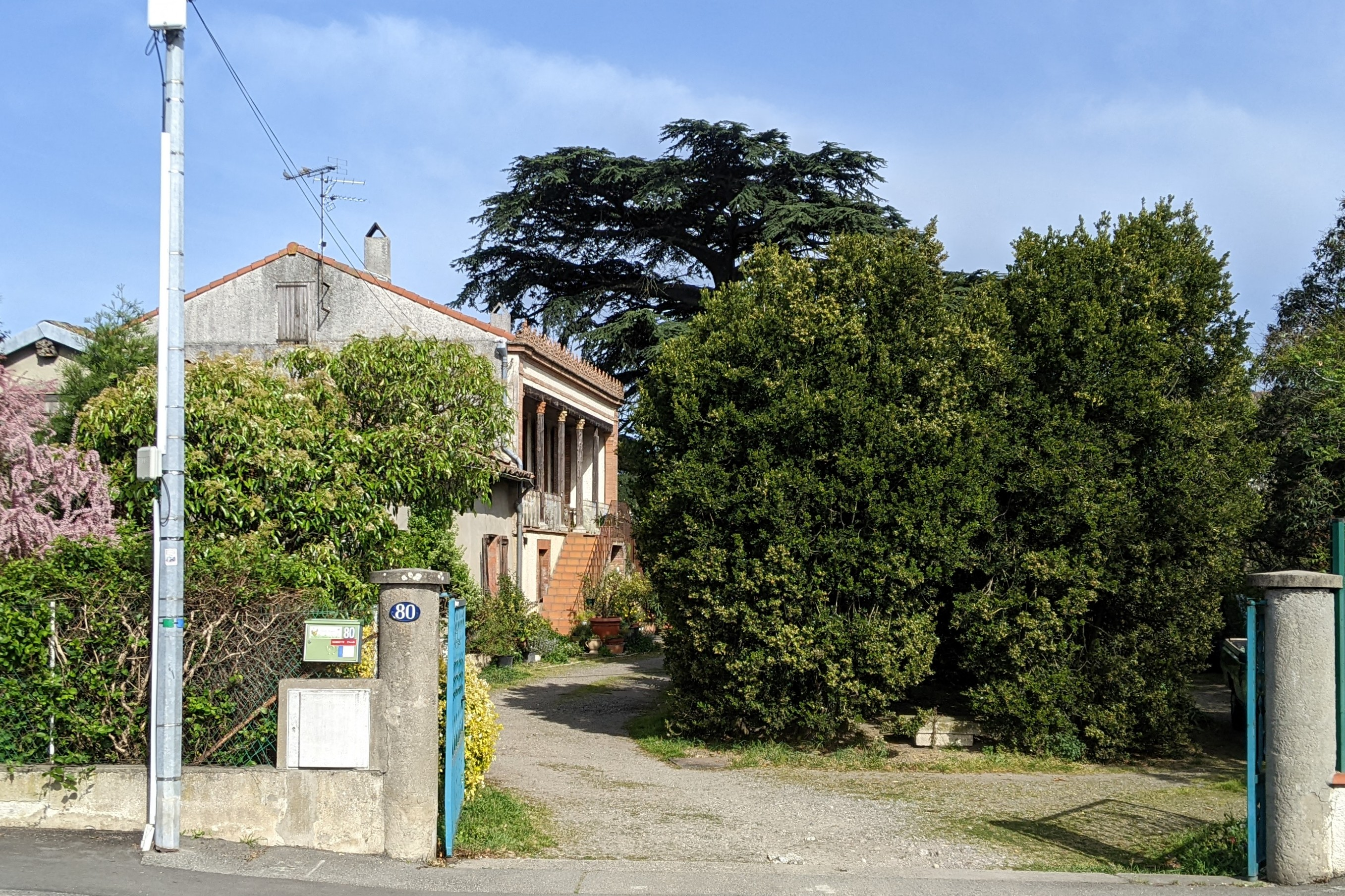
no 80 : ancienne ferme.

- no  80 : ferme.
La ferme est construite au milieu du XIXe siècle, probablement en 1853. L'originalité de sa construction – un édifice à porche, qui compte une galerie à l'étage – la rapproche de quelques bâtiments effectivement construits à cette époque dans les faubourgs de la ville. Dans la deuxième moitié du XXe siècle, elle est habitée par un horticulteur, Roger Boujard, qui y cultive des fleurs vendues au marché de la place du Capitole.
La ferme se compose de plusieurs corps de bâtiment construits et modifiés à des époques différentes. À gauche, le corps de bâtiment bas, construit en brique crue, est le vestige d'une ferme initiale, peut-être datée du XVIIIe siècle. 
Le jardin a conservé un cèdre et quelques petits bâtiments. En revanche, les champs dévolus aux cultures qui se trouvaient dans la continuité de la ferme ont été expropriés afin de permettre la réalisation d'une opération immobilière en 1998, la résidence Sporting Diamant (actuel no 78 chemin du Séminaire)[11].

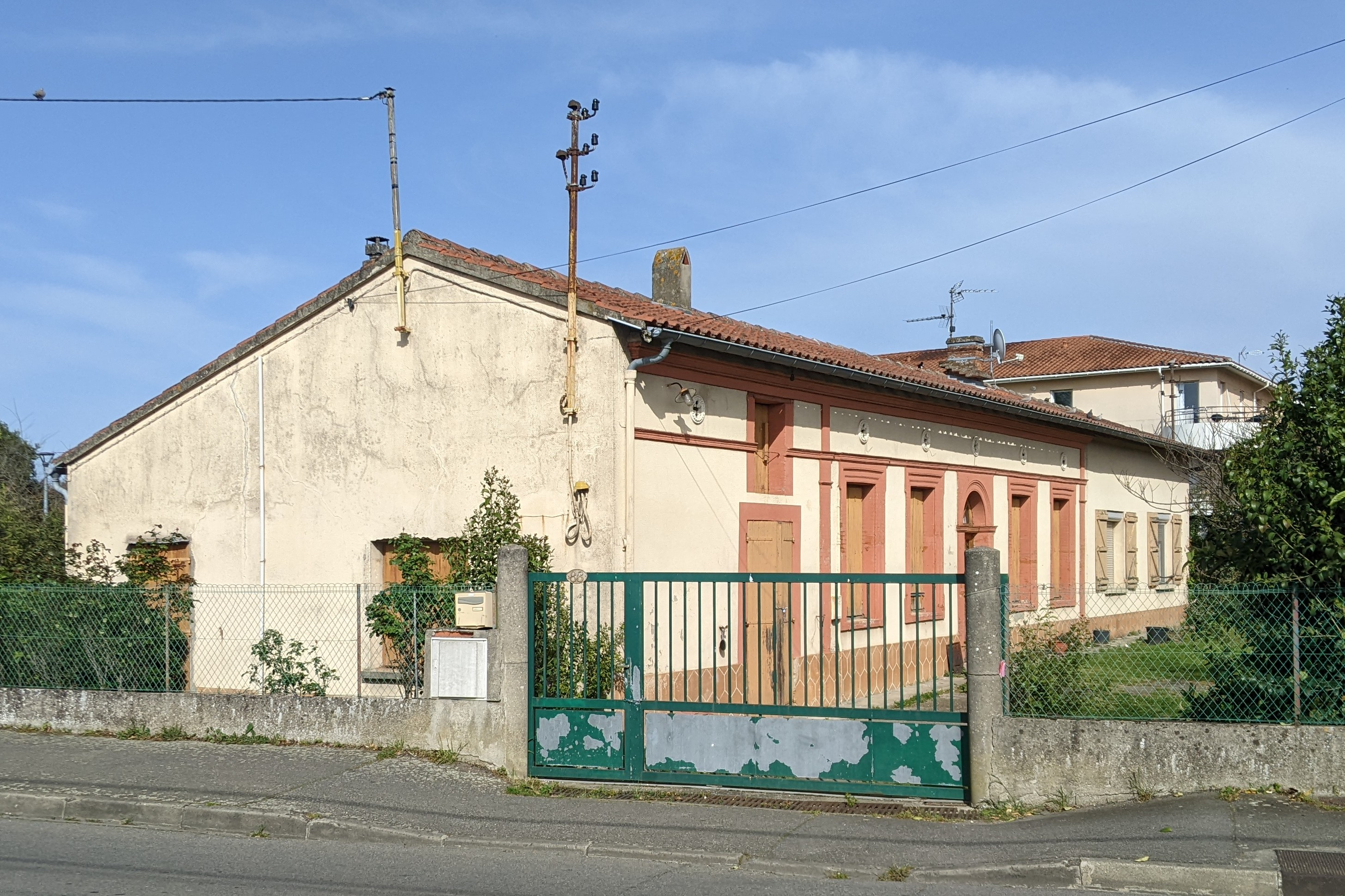
no 86 : ancienne ferme.

- no  86 : ferme maraîchère. 
La ferme maraîchère est construite au milieu du XIXe siècle. Elle est bâtie en assises alternées de brique et de galets, et s'élève perpendiculairement et en léger retrait par rapport au chemin du Séminaire. Elle se compose de plusieurs corps de bâtiment : le logis principal, à droite, et l'ancienne remise agricole, à gauche. Le logis développe sa façade sur cinq travées, encadrées de pilastres, et s'élève sur deux niveaux, séparés par un cordon de brique. Au rez-de-chaussée, la porte est formée de pilastres qui soutiennent un arc en plein cintre. Elle est encadrée de fenêtres rectangulaires dont l'encadrement mouluré se termine en légères crossettes. Le niveau de comble à surcroît est ouvert par cinq jours ornés de quadrilobes en terre cuite. La partie agricole a été transformée en logement dans la deuxième moitié du XXe siècle. L'étage reste percé d'une fenêtre rectangulaire qui permettait l'accès au galetas. Les élévations sont couronnées par une corniche moulurée. Devant la ferme, le jardin est planté de mûriers platanes et conserve un puits. En revanche, les champs dévolus aux cultures qui se trouvaient dans la continuité de la ferme ont été expropriés afin de permettre la construction en 1998 d'une résidence de l'office public de l'habitat de la Haute-Garonne (actuel no 88 chemin du Séminaire)[12].

### Jardin des Tourelles
Le jardin des Tourelles, d'abord connu comme le jardin du Séminaire, est aménagé dans les années 1990 à l'emplacement d'une ancienne propriété bourgeoise, la villa des Tourelles. Il occupe une superficie de 12 000 m2, à l'angle du chemin et de l'impasse du Séminaire, tout en étant également accessible par voie piétonne depuis l'impasse du Baron. En 2018, il est rénové et offre désormais une aire de jeux pour enfants et un terrain de football. C'est à la même date que, par décision du conseil municipal, il prend son nom actuel.

### Les Restaurants du cœur de Haute-Garonne
- no  27 : le siège départemental des Restaurants du cœur est installé depuis sur un vaste terrain du chemin du Séminaire. Il regroupe les entrepôts de l'association, mais il réunit également un ensemble de services : des possibilités d'hébergement et de logement, un point d'accès au droit et à la justice, un accompagnement au budget et microcrédit, ainsi que divers cours de soutien scolaire, d'accès informatique ou de langue française.